# Innocent Muhozi

Innocent Muhozi est un directeur de radios burundais indépendantes. Il est directeur de Télé Renaissance, un média diffusé de l'exil depuis 2015.

## Éléments biographiques
Fils d'un indépendantiste, il choisit de gagner sa vie comme journaliste en cherchant à financer des études supérieures, anime des émissions de radio, et se passionne pour ce métier. Il devient en 1995 directeur général de la Radio télévision nationale burundaise . puis doit quitter ce média et devient le patron de radio indépendante.
Fin avril 2015, un mouvement de contestation débute au Burundi, face à la perspective d’un troisième mandat de Pierre Nkurunziza. Un coup d’État échoue mi-mai. Les violences font des centaines de mort. Innocent Muhozi est le seul patron de média privé indépendant à choisir de rester sur place, sans fuir à l’étranger. Les locaux de ses radios sont mis hors d'usage : il en accuse les forces de l’État, ce que les autorités contestent. Il est convoqué par le Parquet, mais en ressort libre. Seule la Radio télévision nationale burundaise, son ancien employeur et radio d’État, est restée en mesure de diffuser ses programmes,. Le président Nkurunziza a été réélu fin juillet, lors d’un scrutin contesté. Muhozi quitte toutefois le Burundi pour le Rwanda, pays dont sa mère est originaire et où son cousin Albert Rudatsimburwa dirige lui aussi une radio d'opposition à Nkurunziza.